# نرینگی

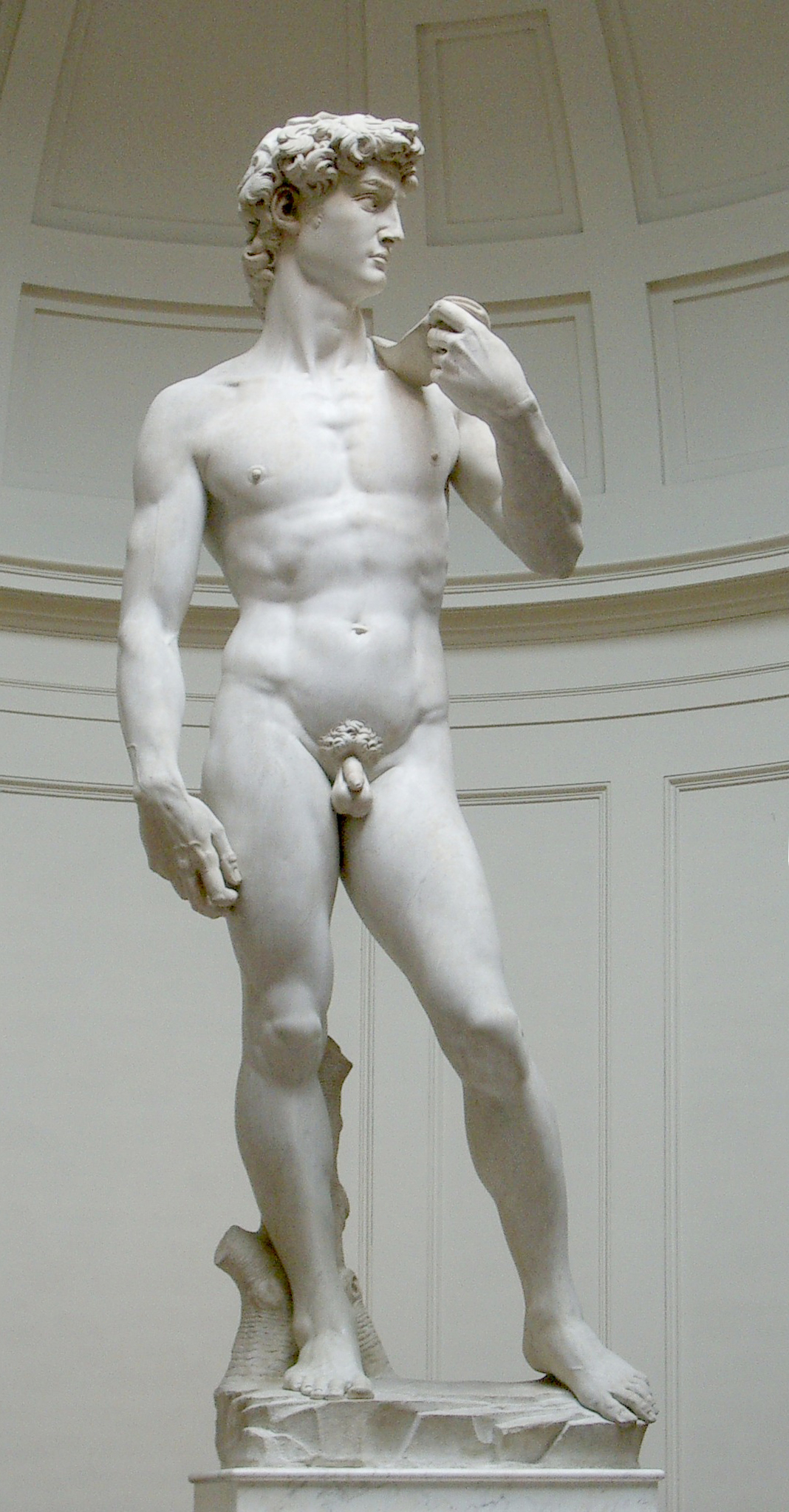
مجسمه داوود ساخته شده توسط میکل آنژ، مجسمه‌ای با سبک کلاسیک از مردی جوان در هنر اروپایی

مردانگی، مرد شدن یا داشتن ویژگی‌های مردان (به انگلیسی: Masculinity) شامل برخی خصوصیات، رفتارها و نقش‌هایی می‌شود که با مذکر بودن در ارتباط است. مرد بودگی می‌تواند به عنوان یک ساختار اجتماعی دیده شود. شواهد نشان می‌دهد که برخی رفتارهایی که مردانه تصور می‌شوند، همزمان تحت تأثیر فاکتورهای جامعه‌شناسی و زیست‌شناسی هستند.
ویژگی‌ها و نقش‌های مردانه برای، و مختص به مردها و پسران تصور می‌شوند. استانداردهای مردانگی در میان فرهنگ‌ها، خرده فرهنگ‌ها، قوم‌ها و دوره‌های تاریخی مختلف، متفاوتند. ویژگی‌هایی که به صورت مرسوم در جوامع غربی مردانه انگاریده می‌شوند، شامل قدرت، شجاعت، استقلال، رهبری و جسارت هستند.
مطالعه آکادمیک دربارهٔ مردانگی از اواخر دهه ۸۰ و اوایل دهه ۹۰ میلادی بیشتر مورد توجه قرار گرفت، به طوری که دوره‌های آموزشی مرتبط با این موضوع در آمریکا از ۳۰ به ۳۰۰ افزایش یافت. این توجه جرقه‌ای شد برای کند و کاو در نقاط مشترک مردانگی با مفاهیمی از دیگر رشته‌ها، مانند ساختار اجتماعی تفاوت‌های جنسیتی (مرسوم در برخی از تئوری‌های فلسفی و وابسته به جامعه‌شناسی).
هم زنان و هم مردان می‌توانند خصلت‌ها و رفتارهای مردانه از خود بروز دهند. آنهایی که هم خصوصیت‌های زنانه و هم خصلت‌های مردانه از خود نشان می‌دهند به عنوان آندروجین انگاشته می‌شوند و فیلسوف‌های فمینیست استدلال کرده‌اند که ابهام جنسیت ممکن است، دسته‌بندی‌های جنسیتی را محو کند.

## شکل‌گیری

### طبیعت در برابر پرورش
پژوهشگران میزان ارتباط هویت جنسیتی و رفتارهای مختص به جنسیتی خاص را با اجتماعی شدن و در تقابل با فاکتورهای بیولوژیک مورد بحث قرار داده‌اند.
به نظر می‌رسد که تأثیرات اجتماعی و بیولوژیک به صورت دو سویه در پروسه شکل‌گیری، بر یکدیگر تأثیر متقابل می‌گذارند.مطالعات بر استفاده از هورمون آندروژن پیش از زایمان، نشان می‌دهد که زنانگی و مردانگی تا حدی بیولوژیک دانسته می‌شوند.تأثیرات بیولوژیکی دیگر شامل تکامل، ژنتیک، اپی‌ژنتیک و هورمون‌ها (هم در دوران شکل‌گیری و هم در بزرگسالی) می‌شود. محققان بر این باورند که تفاوت‌های مادرزادی بین جنسیت‌ها با تأثیرات فاکتورهای اجتماعی آمیخته و اغراق شده‌اند.

### ساختار اجتماعی مردانگی

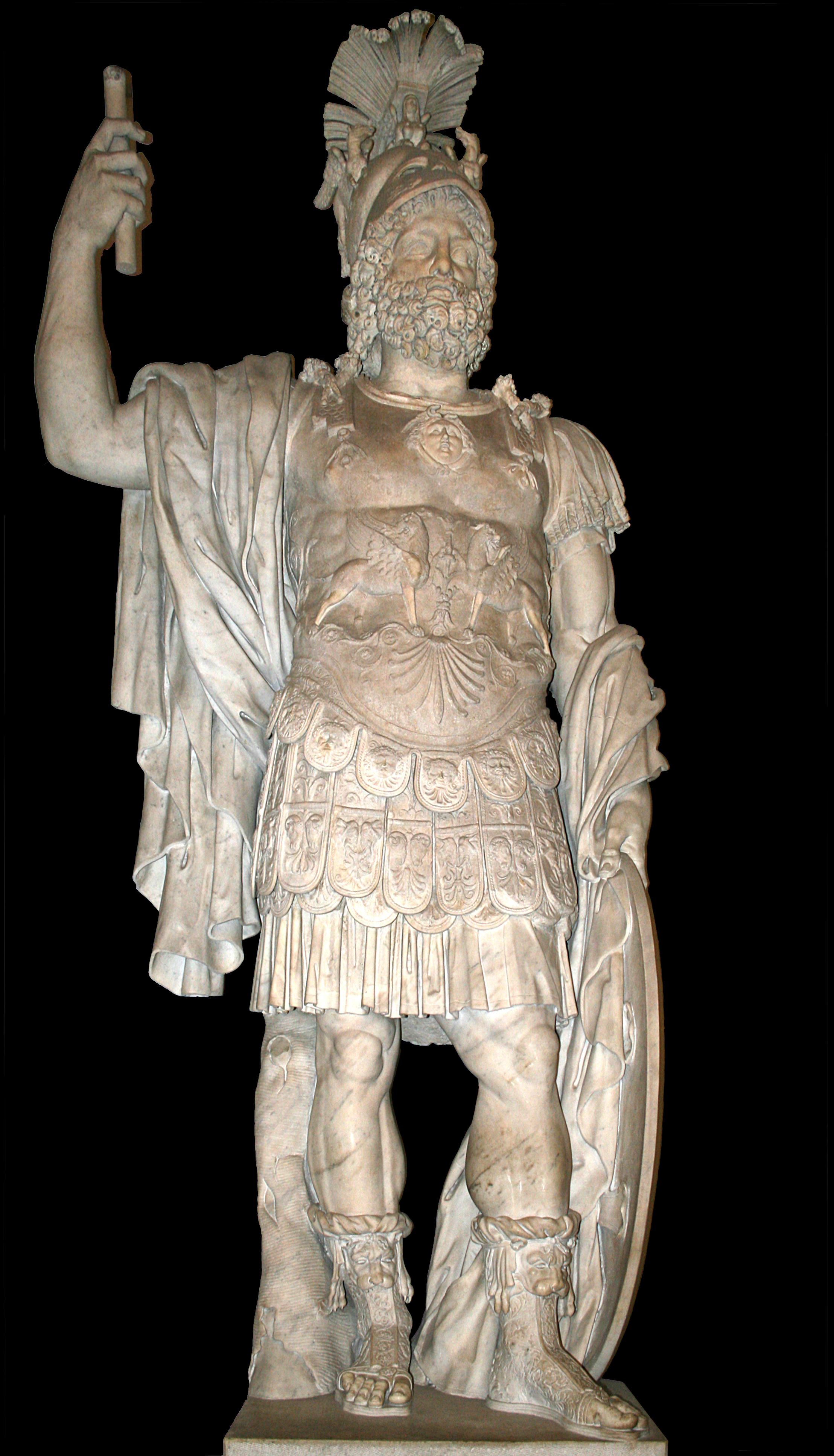
در اسطوره‌شناسی لاتین، مارس خداوند جنگ و مردانگی بود.

در بسیاری از فرهنگ‌ها، بروز خصلت‌هایی که مختص به جنسیت یک شخص انگاریده نمی‌شوند، ممکن است مشکلی اجتماعی به حساب بیایند. در جامعه‌شناسی، این دسته‌بندی جنسیتی به عنوان پنداشت جنسیت شناخته می‌شود و بخشی از اجتماعی شدن برای روبرو شدن با آداب و عرف یک جامعه است. رفتارهای غیر استاندارد ممکن است به عنوان شاخص همجنسگرایی در نظر گرفته شوند، در حالی که بیان جنسیت، هویت جنسی و گرایش جنسی به‌طور گسترده، به عنوان مفاهیمی متمایز پذیرفته شده‌اند. زمانی که میل جنسی در چگونگی انتخاب تعریف شود (به عنوان مثال در مطالعات اولیه رفتارشناسی جنسی)، همجنس‌گرایی مردان ممکن است به عنوان رفتاری زنانه برداشت شود. ماچوئیسم شکلی از مردانگی است که بر قدرت تأکید می‌کند و اغلب با چشم‌پوشی از پیامدها و مسئولیت در ارتباط است.
برخی معتقدند که مردانگی با بدن منتسب به مردان همبسته است، با این دید که مردانگی با اعضای تناسلی مرد ارتباط دارد. برخی دیگر معتقدند که با وجود اینکه مردانگی ممکن است تحت تأثیر زیست‌شناسی باشد، با این حال ساختاری فرهنگی هم هست. بسیاری از ویژگی‌های مردانه که طبیعی در نظر گرفته می‌شوند، از زبان و فرهنگ نشأت می‌گیرند. گفته می‌شود که مردانگی منبعی واحد ندارد. در حالی که ارتش منفعتی مشخص در ساخت و ترویج شکل واحدی از مردانگی دارد، مردانگی را شکل نمی‌دهد.
موی صورت در زبان و ادبیات، به شکل داستان‌هایی از پسرانی که مرد می‌شوند و ریش خود را می‌تراشند، به مردانگی (مرد بودن، مرد شدن) نسبت داده شده‌است.
پژوهشگران حوزه جامعه‌شناسی مرد بودن و زن بودن را به عنوان نقش مجسم کرده‌اند. نقش‌های جنسیتی ممکن است لزوماً خودخواسته نباشند و برخی مردم ممکن است به میزانی که نقش‌های جنسیتی را ایفا می‌کنند آگاه نباشند، این پیامدی از اجتماعی کردن جنسیت به صورت مادام‌العمر است، که این احساس را ایجاد می‌کند، که جنیست یک شخص طبیعی است و بیولوژی آن را وضع کرده‌است.
مردانگی در طبقات اجتماعی متفاوت نیز متمایز است. مطالعات نشان می‌دهد که ساختارهای مردانگی در طبقه کارگر نسبت به مردان و پسران طبقه متوسط، هنجارگراتر است. همانطور که این بافت‌ها و مقایسه‌ها نشان می‌دهند، نظریه پردازها از چندگانگی مردانگی خبر می‌دهند، و نه از یک ساختار واحد.

### همجنس‌گرایی
ژوزف پلک روان‌شناس معتقد است که سلسله مراتب مردانگی به‌طور گسترده‌ای به عنوان دو شاخهٔ مردان همجنسگرا و مردان دگرجنس گرا وجود دارد: جامعه ما از دوگانه مردان همجنسگرا و دگرجنسگرا به عنوان یه سمبل مرکزی برای دسته‌بندی مردان استفاده می‌کند، تا به هر قیمتی مردانی را که به اصطلاح «مردان واقعی هستند» و قدرت دارند، و آنهایی را که «مردان واقعی نیستند»، طبقه‌بندی کند.

### مردانگی چیره
ریوان کنل نقش‌های سنتی و حق ویژه مردان را مردانگی چیره نام گذاری کرده‌است، که در مردان مشوق و در زنان بازدارنده است: مردانگی چیره می‌تواند به عنوان پیکربندی کنش جنسیتی تعریف شود، که به پاسخی که اخیراً برای مشکل مشروعیت مردسالاری مورد قبول قرار گرفته تجسم می‌بخشد، پاسخی که جایگاه مردان، و تابعیت زنان را تضمین می‌کند.
از این زاویه، در هر ساختار اجتماعی، یک فرم چیره و ایده‌آل شده از مردانگی و فرمی ستایش شده از زنانگی وجود دارد، که به عنوان فرمی مطبوع برای زنان و مردان در نظر گرفته می‌شود. این فرم ایده‌آل شده از مردانگی (مردانگی چیره) به گونه ای خاص از کنش‌های مردانه مشروعیت می‌دهد و آنها را عادی‌سازی می‌کند و هر فرم دیگری از کنش‌های مردانه یا زنانه را ناهنجار می‌شناسد، به حاشیه می‌راند و تابع خود می‌کند.
در کنار مردانگی سلطه گرا، کنل این را بدیهی می‌پندارد که فرم‌های دیگری از مردانگی (به حاشیه رانده شده و تابع شده) وجود دارد که بر اساس یافته‌های فراوان مطالعاتی بر اساس شیوه‌هایی ظالمانه ساخته شده‌اند. این نشانه ای از این واقعیت است که مردانگی سلطه گرایانه نسبی است، به این معنا که بر اساس روابطی با و علیه دیگری (زنانگی ستایش شده، و مردانگی به حاشیه رانده شده و تابع شده) ساخته شده‌است.

## در زنان

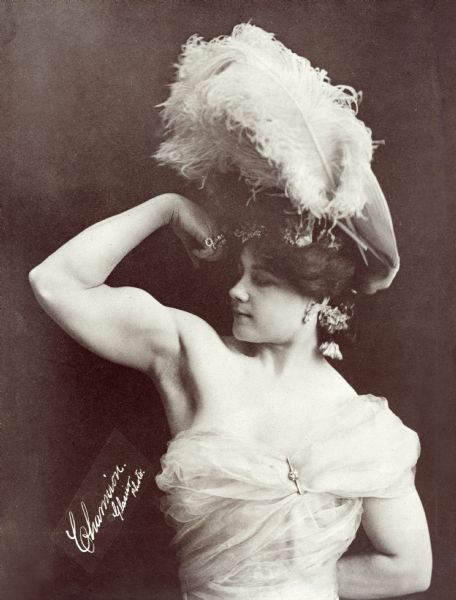

با وجود اینکه این مسئله اغلب در مباحث مربوط به مردانگی نادیده گرفته شده‌است، زنان هم می‌توانند رفتارهای و خصلت‌های مردانه از خود نشان دهند. در فرهنگ غربی، مردانگی زنانه با عناوینی مانند تام بوی (پسرنما) و مردنما کدگذاری شده‌است. در حالی که مردانگی زنانه اغلب با مفهوم‌هایی همچون همجنسگرایی همراه می‌شود، بروز رفتارهای مردانه در زنان لزوماً با هویت جنسی و گرایش جنسی آنها در رابطه نیست. در فلسفه فمینیستی، مردانگی زنانه اغلب به عنوان نوعی از کنش جنسیتی رده‌بندی می‌شود که مردانگی سنتی و سلطهٔ مردان را به چالش می‌کشد. زنان با ویژگی‌های مردانه اغلب در معرض بدنامی و آزار اجتماعی قرار می‌گیرند، با این حال تأثیرات جنبش‌های فمینیستی در دهه‌های اخیر باعث مقبولیت بیشتر زنانی که ظاهری مردانه دارند را نشان می‌دهند.

## نقد
مطالعه تاریخ مردانگی در دهه۱۹۸۰ با کمک رشته مطالعات زنان و بعدها تاریخ جنسیت ظهور کرد. پیش از اینکه تاریخ زنان بازبینی شود، شکافی سختگیرانه در جنسیت دادن به امر عمومی و خصوصی در رابطه با مردانگی وجود داشت، به این معنی که مطالعات بسیار کمی در مورد ارتباط مردان با خانه، خانه دوستی و زندگی خانوادگی صورت گرفته بود.
بر اساس اسکات، جنسیت باید به دو شکل مورد استفاده قرار بگیرد: مولد و تولید شده. جنسیت مولد نقش خود را در روابط قدرت بازبینی می‌کند و جنسیت تولید شده استفاده و تغییر جنسیت، در طول تاریخ را مورد بررسی قرار می‌دهد. این تأثیری بر مطالعات در حوزه مردانگی (مرد بودگی)، آنگونه که پیر بودریار مردانگی را تعریف می‌کند، گذاشته‌است: تولید شده در جامعه و فرهنگ و بازتولید شده در زندگی روزمره.